# Simon Monjack
Simon Mark Monjack (Hillingdon, Inglaterra; 9 de marzo de 1970-Los Ángeles, California; 23 de mayo de 2010) fue un guionista, director y maquillador de cine británico. Desde 2007 hasta su muerte estuvo casado con la actriz estadounidense Brittany Murphy.

## Primeros años
Monjack nació en Hillingdon, Middlesex, en una familia judía. Creció en Bourne End, Buckinghamshire. Asistió a la escuela Juniper Hill, Flackwell Heath, luego a la Royal Grammar School, High Wycombe. En 1986 cuando tenía 15 años, su padre William falleció de un tumor cerebral en Oxfordshire. Su madre Linda (de soltera Hall) es hipnoterapeuta.

## Carrera
Monjack dirigió, produjo y escribió la película de clase B Two Days, Nine Lives en 2000. Recibió crédito por la historia de la película biográfica Factory Girl de 2006 sobre la actriz y modelo de Warhol Edie Sedgwick. El director George Hickenlooper sostuvo que «Monjack no tenía nada que ver con Factory Girl» y que «presentó una demanda frívola contra nosotros [...] haciendo afirmaciones falsas de que habíamos robado su guion. Nos tomó literalmente como rehenes y nos vimos obligados a conformarse con él mientras mantenía nuestra producción por encima del barril». Monjack negó estas afirmaciones. En 2007, E! News informó que Monjack estaba programado para dirigir una adaptación cinematográfica de la novela de D. M. Thomas sobre Sigmund Freud, The White Hotel, con Brittany Murphy como protagonista.

## Vida personal

### Matrimonios
Monjack se casó con Simone Bienne en Las Vegas en noviembre de 2001;  se divorciaron en 2006.  Ese año conoció a la actriz Brittany Murphy.  En abril de 2007, se casaron en su casa de Los Ángeles. La pareja no anunció su compromiso de antemano y rara vez aparecían juntos en público antes de su matrimonio. El 20 de diciembre de 2009, Murphy falleció después de colapsar en su baño. Más tarde se reveló que la causa era neumonía, con factores secundarios de anemia por deficiencia de hierro e intoxicación por medicamentos recetados.

### Asuntos legales

#### Fraude
En 2005, se emitieron órdenes de arresto contra Monjack en Virginia por cargos de fraude con tarjetas de crédito, pero posteriormente los cargos se retiraron. Un año después, en 2006, el banco Coutts demandó con éxito a Monjack, que había sido desalojado de cuatro viviendas por 470.000 dólares, y en febrero de 2007 Monjack fue arrestado y pasó 9 días en la cárcel, enfrentando la deportación, porque su visa a los Estados Unidos había expirado.

## Muerte
En enero de 2010, la madre de Monjack, Linda Monjack, le dijo a la revista People que su hijo estaba «...enfermo y los médicos están realizando pruebas sobre si tiene un problema cardíaco, no me corresponde a mí decirle, debe preguntarle, pero sí, ha habido problemas de salud en el pasado. Creo que es de conocimiento común, y ha declarado en la prensa que tuvo un leve ataque cardíaco una semana antes de la muerte de Brittany».
Monjack fue encontrado muerto el 23 de mayo de 2010 en su casa de Hollywood, según la oficina forense del condado de Los Ángeles. Fuentes policiales dicen que el Departamento de Bomberos de Los Ángeles fue llamado allí por una emergencia médica después de que la madre de Murphy, Sharon, encontró a Monjack inconsciente en el dormitorio principal alrededor de las 9:20 p m, y luego llamó al 911. Llegaron los paramédicos; Monjack fue declarado muerto a las 9:45 p m.
El informe del forense encontró que la causa de la muerte de Monjack fue una neumonía aguda y anemia severa, similares a las causas atribuidas a la muerte de su esposa cinco meses antes en la misma casa. El 27 de mayo de 2010 fue enterrado junto a Murphy en el cementerio Forest Lawn en Hollywood Hills.